# Dusona minor
Dusona minor là một loài tò vò trong họ Ichneumonidae.